# Michael Dietrich Michaelsen
Michael Dietrich (Diedrich) Michaelsen (ur. 1680, zm. 1748) – niemiecki uczony, prawnik i polityk. Szwagier kompozytora G.F. Händla.
Michaelsen był ożeniony z siostrą Händla. Podobnie jak on pochodził z Halle i tam mieszkał. Najpierw był profesorem prawa na uniwersytecie w Halle, a potem radcą króla pruskiego Fryderyka Wilhelma I w Departamencie Wojny.
Znane są listy jakie Händel pisał doń z Londynu do Halle (20 II 1719, 22 VI 1723) i do Berlina (11 III 1729, 23 II 1731, 10 VIII 1731, 21 VIII 1733, 28 VIII 1736) w języku francuskim lub niemieckim.
Jako prawnik był Michaelsen m.in. autorem książki: De libris mercatorum suspectis ("Z podejrzanych ksiąg kupieckich") wydanej w drukarni Heinricha Bodina w Halle w 1707 roku.